# Smrtelné ohrožení
Smrtelné ohrožení je český název knihy, kterou napsal Michael Jan Friedman z USA v roce 1991. Náleží literatuře žánru science-fiction z fiktivního světa Star Trek a svými postavami i dějem navazuje na televizní seriál Star Trek: Nová generace. Originál knihy, z něhož byl pořízen český překlad, má anglický název Reunion a byl vydán nakladatelstvím Pocket Books.

## Obsah
Místem děje je kosmická loď Enterprise cestující vesmírem v 24. století. Na její palubě žije tisíc lidí. Kapitánem lodi je Jean-Luc Picard, pomáhají mu na velitelském můstku první důstojník William Riker, android Dat, lodní poradkyně Deanna Troi, slepý poručík šéfinženýr Geordi La Forge, šéf bezpečnosti Worf z Klingonu.
Na Enterprise se nalodila desítka důstojníků z kosmické lodí Stargazer, kteří dříve sloužili u Hvězdné flotily společně s Picardem. Jeden z nich Morgen, velitel Stargazeru, odlétající v tomto důstojném doprovodu, jehož součástí byl i Picard, na svou planetu, aby zde byl korunován králem. Zprvu příjemný let bývalých přátel a kolegů, z nichž řada nebyla lidmi, byl však ohrožen. Jednak proto, že jeden z bývalých kolegů Greyhorse se rozhodl pomstít za někdejší svou lásku a začal nepozorovaně své kolegy zabíjet a také proto, že loď byla unášena neovladatelnou rychlostí kamsi do vesmíru. Téměř detektivní příběh s řadou pasáží z minulosti dopadl dobře, Greyhorse byl odhalen, zadržen, Enterprise se dokázala vymanit z unášející je síly i zbavit se dotírajících Romulanů. Příběh končí u planety bývalého kapitána Morgana, kde se má konat slavnostní korunovace.

## České vydání knihy
Do češtiny knihu přeložili Michal a Ludmila Švejdovi a vydalo ji poprvé v roce 1995 nakladatelství X-EGEM, s.s.o z Prahy.. Brožovaná kniha má 264 stran vč.reklam, typický styl (graficky i formátem) obálky pro celou edici Star Trek Nová generace. Na obálce jsou použity kresby Chrise Achiulleose.